# Lizarda
Lizarda is een gemeente in de Braziliaanse deelstaat Tocantins. De gemeente telt 3.729 inwoners (schatting 2009).